# قلعه کهنه شرشری
قلعه کهنه شرشری مربوط به دوره اسلامی است و در شهرستان تایباد، روستای جنوب‌غربی روستای جوزقان واقع شده و این اثر در تاریخ ۲۲ مرداد ۱۳۸۴ با شمارهٔ ثبت ۱۳۱۴۳ به‌عنوان یکی از آثار ملی ایران به ثبت رسیده‌است.